# Þjóðólfr ór Hvini
Þjóðólfr ór Hvini (Thjodolfr or Hvini), auch Þjóðólfr enn Hvínverski genannt, war ein norwegischer Skalde, der um Anfang des 9. Jahrhunderts (vermutlich 885–920) zur Regierungszeit des Harald Schönhaar lebte und als Autor tätig war.
Zur Person und Leben des Þjóðólfr liegen nur die spärlichen Informationen vor, die der Isländer Snorri Sturluson in seinem Werk zur skaldischen Dichtersprache, der Skáldskaparmál, und im Prolog zur Heimskringla übermittelt hat. Zeitlich lässt er sich zudem dadurch taxieren, da seine Dichtungen Parallelen (Schilddichtung) in der Stoffbehandlung zum Skalden Bragi Boddason aufweisen. Ein Spottgedicht auf König Harald gilt als ein zusätzliches Indiz, wobei dessen Echtheit unklar ist.
Bedeutung hat sein literarisches Werk durch die 38-strophige Ynglingatal und das 20-strophige Haustlǫng. In diesen Dichtungen, besonders im Haustlǫng, zeigt sich die anspruchsvolle norwegische Kunstdichtung im  Hofton des Dróttkvætt bereits zur Mitte des 9. Jahrhunderts voll entwickelt. Daher vermutet Jan de Vries am Beispiel des Þjóðólfr und des Bragi, dass die Ursprünge dieser Form im 8. Jahrhundert datierbar sind.
In der Ynglingatal verarbeitete Þjóðólfr genealogische Stoffe zur Geschichte des Geschlechts der Ynglinger. Im Haustlǫng rezipiert er Stoffe aus der nordischen Mythologie um den Erzählkreis von Thor und dem Riesen Thjazi.

## Werke
- Ynglingatal
- Haustlǫng
- Et digt om Harald hårfagre, næppe ægte (Spottgedicht auf Harald Schönhaar)
- Lausavísur